# Ritrovarsi (film 1994)
Ritrovarsi è un film del 1994, diretto dal regista Robert Allan Ackerman.